# ورلوسه
ولروس (به لاتین: Værløse) یک منطقهٔ مسکونی در دانمارک است که در Furesø Municipality واقع شده‌است. ولروس ۵٫۰۸ کیلومتر مربع مساحت و ۱۲٬۹۲۶ نفر جمعیت دارد.